# Mashpia
Mashpia (in ebraico משפיע‎?) lett. "persona influente",  pl. Mashpi'im (in ebraico משפיעים‎?) è il titolo di un rabbino o moglie di rabbino (rebbetzin) che serve da mentore spirituale nella Tomchei Temimim (yeshiva Chabad), o in un seminario per ragazze del movimento chassidico Chabad-Lubavitch, o in una comunità Chabad.

## Definizione
Sebbene esistano controparti del mashpia in movimenti sia chassidici che non chassidici (come il Mashgiach ruchani), tale termine è esclusivo del movimento chassidico Chabad-Lubavitch, poiché questo ruolo di mentore è alquanto differente dalle posizioni degli altri gruppi. Si riferisce specificamente a quella persona il servizio comunitario della quale include i seguenti compiti:
- guida della comunità con lezioni e corsi pubblici regolari, dirigendo anche i farbrengen, incontri chassidici;
- assistenza personale in problematiche di condotta, comportamento e carattere;
- ispirazione nel miglioramento della propria crescita spirituale, tramite lo studio della Torah e l'osservanza dei Mitzvos, specialmente in base alla tradizione chassidica Chabad;
- risposte a coloro che necessitano chiarimenti in materia di filosofia chassidica, di usanze e pratiche, secondo la scuola di pensiero Chabad-Lubavitch; e infine
- consigli personalizzati su come progredire nella specifica disciplina Chabad della preghiera avodas ha'tefilah, lett. "il servizio di preghiera". Questa disciplina comprende una lunga meditazione su concetti chassidici di sublimazione prima e durante il corso di preghiera.

La natura del ruolo di mashpia viene citato nella prefazione della Tanya, il testo classico di filosofia chassidica scritto da Rabbi Shneur Zalman di Liadi, il primo Rebbe di Chabad-Lubavitch. È discusso in numerosi discorsi pubblici fatti da Rabbi Yosef Yitzchok Schneersohn, il sesto Rebbe di Lubavitch, e da Rabbi Menachem Mendel Schneerson, il settimo Rebbe. In particolare, raccomandò che tutti debbano visitare e consultare il proprio mashpia regolarmente per essere esaminato/a e valutato spiritualmente.
C'è una distinzione da fare tra il termine Rav, cioè il mentore/guida personale, e il mashpia. Sebbene i due termini siano simili e spesso intercambiabili, il secondo di solito si  riferisce a colui che è erudito e studioso, che ha una posizione comunitaria ufficiale. Il primo termine invece si riferisce a colui che viene scelto come persona obiettiva esterna semplicemente per dare un'opinione e un consiglio. Tale persona non necessita ulteriori qualifiche.

### Mashpi'im notabili

#### Mashpi'im del passato
- Reb Hillel HaLevi di Paritch, (Paritch/Babroisk, Russia)
- Reb Michoel der Alter, (Lyubavichi, Russia)
- Reb Zev Wolf Levitin, (Lyubavichi, Russia)
- Reb Shmuel Groinem Esterman, (Lyubavichi, Russia)
- Reb Shileim Kuratin, (Lyubavichi, Russia)
- Reb Itche Der Masmid, (mashpia itinerante, nell'Europa pre-bellica)
- Reb Dovid Horodoker (Kievman), (mashpia itinerante, nell'Europa pre-bellica)
- Reb Zalman Moishe HaYitzchaki, (Nevel, Russia; Tel Aviv, Israele)
- Reb Avrohom Drizin (Mayorer), (Russia, Crown Heights a New York)
- Reb Shlomo Chaim Kesselman, (Kfar Chabad, Israele)
- Reb Shmuel Levitin, (Russia; Crown Heights, NY)
- Reb Menachem Mendel Futerfas, (Russia; Kfar Chabad, Israele)
- Reb Nissan Neminov, (Brunoy, Francia)
- Reb Zalman Serebryanski, (Melbourne, Australia)
- Reb Yehuda Chitrik, (Crown Heights, NY)
- Reb Chatche Feigin, (Lyubavichi, Russia)

#### Mashpi'im del presente
- Reb Yoel Kahn (770 Eastern Parkway, Crown Heights, NY)
- Reb Volf Greenglass (Montréal, Canada)
- Reb Meilech Tzvibel (Collegio Rabbinico d'America, Morristown, New Jersey)
- Reb Zalman Gopin (Kfar Chabad, Israele)
- Reb Itche Meir Gurary (Montréal, Canada)
- Reb Boruch Lesches (Sydney, Australia; Monsey, New York)
- Reb Fitche Ofen (Gerusalemme/Tsfas, Israele)
- Reb Shloime Zarchi (770 Eastern Parkway, Crown Heights, NY)
- Reb Berel Lipsker (Crown Heights, NY)
- Reb Avrohom Lipskier (Seagate, NY)
- Reb Avrohom Boruch Pevzner (Gerusalemme, Israele)
- Reb Zushe Alperovitch (Kiryat Gat, Israele)
- Reb Yosef Yitzchak Segal (Migdal Ha'Emek, Israele)
- Reb Sholom Charitonov (Oholei Torah, Crown Heights, NY)
- Reb Shloma Majesky (Machon Chana, Crown Heights, NY)
- Reb Ya'akov Winner (Yeshiva Gedolah Zal, Melbourne, Australia)
- Reb Noam Wagner (Lubavitch Yeshiva Gedolah di Johannesburg, Sudafrica)
- Reb Mendel Lipskier (Melbourne, Australia)
- Reb Simcha Werner (Monsey, New York)
- Reb Yossi Jacobson (Crown Heights, NY)
- Reb Moshe Horenshtein (Tzfat, Israele)
- Reb Yossi Gurary (Detroit, Michigan)
- Rabbi Menachem Mendel Gordon (Londra, Inghilterra)
- Reb Itche Nemenov (Brunoy, Francia)
- Reb Nechemye Bluming (Brunoy, Francia)
- Reb Yisrolik Segal (Brunoy, Francia)
- Reb Kuti Feldman (Crown Heights, NY)
- Reb Tuvia Bolton (Kfar Chabad, Israele)
- Reb Simcha Bart (Los Angeles, California)
- Reb Mendel Schapiro (Los Angeles, California)
- Reb Shabsi Yaakov Adler (Toronto, Canada)
- Reb Mordechai Friedman (Cottage Grove, Minnesota)
- Reb Avrohom Meir Sherr (Cincinnati, OH)

## Mashpi'ois
Rabbi Menachem Mendel Schneerson, con un'iniziativa storicamente senza precedenti, incoraggiò anche donne e ragazze ad assumere un ruolo parallelo di guida e assistenza, usando quindi il femminile del termine: mashpi'oh (ebraico משפיעה), pl. mashpi'ois (ebraico משפיעות). Tale nuovo ruolo è solitamente più concentrato sulla comunità.

### Mashpi'ois del passato
- Nechama Greisman (Crown Heights, New York)

### Mashpi'ois del presente
- Bronya Shaffer (Brooklyn, NY)
- Miriam Swerdlow (Crown Heights, NY)
- Chana Rochel Shusterman (Los Angeles, CA)
- Chaya Teldon (Long Island, NY)
- Tsyrl Turen (Chicago, IL)
- Shimona Tzukernik (Crown Heights, NY)
- Sarah Karmely (Brooklyn, NY)
- Chana Ginsburg (Brooklyn, NY)
- Shifra Hendrie (New Jersey)